# Turbina (planta)
Turbina es un género de plantas fanerógamas perteneciente a la familia de las convolvuláceas. Comprende 64 especies descritas y de estas, solo 13 aceptadas.

## Descripción
Son bejucos perennes; con tallos volubles y rastreros, pubescentes o glabros. Las hojas pecioladas, cordatas, enteras, membranáceas o cartáceas, pubescentes o glabras. Inflorescencias en monocasios o dicasios compuestos, axilares o terminales, paniculadas o las flores solitarias, flores 1-16; sépalos ovados o lanceolados, los márgenes escariosos, los exteriores con aspecto marchito, frecuentemente desiguales, acrescentes en el fruto; corola infundibuliforme o hipocraterimorfa, blanca, verdosa, rosada o carmesí; filamentos filiformes, con bases pubescente-glandulares dilatadas, el polen pantoporado, esferoidal, espinuloso; ovario 2-locular, glabro, el estilo simple, con estigma 2-lobado. Frutos en cápsulas, indehiscentes, secas, pardas, mayormente leñosas a más o menos lignificadas, fusiformes a elipsoidales a más o menos globosas, 1-loculares; semillas típicamente 1, rara vez 2, ovoides a elipsoidales a redondeadas o fusiformes, pajizas o pardas, pubescentes con tricomas cortos erectos.

## Taxonomía
El género fue descrito por Constantine Samuel Rafinesque y publicado en Flora Telluriana 4: 81. 1836[1838].

## Especies aceptadas
A continuación se brinda un listado de las especies del género Turbina (planta) aceptadas hasta julio de 2015, ordenadas alfabéticamente. Para cada una se indica el nombre binomial seguido del autor, abreviado según las convenciones y usos.	
- Turbina abutiloides (Kunth) O'Donell
- Turbina amazonica D.F. Austin & Staples
- Turbina bracteata Deroin
- Turbina cordata (Choisy) D.F. Austin & Staples
- Turbina corymbosa (L.) Raf.
- Turbina holubii A. Meeuse
- Turbina oblongata A. Meeuse
- Turbina oenotheroides A. Meeuse
- Turbina racemosa (Poir.) D.F. Austin
- Turbina robertsiana A. Meeuse
- Turbina shirensis A. Meeuse
- Turbina stenosiphon (Hallier f.) A. Meeuse
- Turbina suffruticosa A. Meeuse